# Natalia Steinowa
Natalia Steinowa z Szyszkowskich (ur. 17 lutego 1886, zm. 1 sierpnia 1964 w Krakowie) – działaczka niepodległościowa i feministyczna.

## Życiorys
Od 1906 żona notariusza krakowskiego Stanisława Steina (1878–1945), z którym miała syna Bolesława (1907–1969). Współorganizatorka, wraz z Anielą Krzyżanowską, w 1914 Tymczasowego Komitetu Pomocniczego w Krakowie, działającego na rzecz oddziałów strzeleckich Józefa Piłsudskiego. Prowadziła wówczas kuchnię w Parku Jordana. Członkini Komitetu Gwiazdkowego dla Legionistów Polskich przy Naczelnym Komitecie Narodowym w grudniu 1914. Współorganizatorka, a następnie działaczka, krakowskiego Koła Ligi Kobiet Galicji i Śląska. Następnie członkini i skarbniczka Naczelnego Zarządu Ligi (1915–1918). Jako delegatka LKGiŚ uczestniczyła w zjazdach Ligi Kobiet Pogotowia Wojennego w Piotrkowie (24–26 sierpnia 1916) i Warszawie (25–28 czerwca 1917).
W niepodległej Polsce działaczka Ligi Kobiet Polskich. Od 1928 działaczka Związku Pracy Obywatelskiej Kobiet, członkini Zarządu Głównego ZPOK (1930–1934). Podczas wyborów w 1930, od maja tego roku członkini Komitetu Wyborczego Organizacji Kobiecych (KWOK) zrzeszającego sanacyjne organizacje kobiet.
Podczas II wojny światowej mieszkała w Warszawie. Działała w konspiracji, najpierw w Służbie Zwycięstwu Polski, potem w Związku Walki Zbrojnej a od 1942 w Armii Krajowej. Jej mieszkanie warszawskie było jednym z lokali konspiracyjnych Komendy Głównej AK, m.in. dla potrzeb płk. Antoniego Sanojcy i płk. Jana Rzepeckiego ps. „Prezes”. Zagrożona aresztowaniem, wraz z Fullą Horak, łączniczką AK, powróciła w 1943 do Krakowa.
Pochowana wraz z mężem na cmentarzu Rakowickim (kwatera PAS AA-po lewej Starowiejskich).

## Ordery i odznaczenia
- Złoty Krzyż Zasługi (10 listopada 1933)[11]
- Medal Niepodległości (16 września 1931)[12]